# Bisdom Ruhengeri

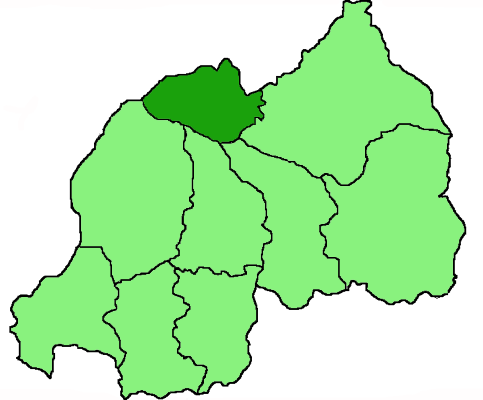
Het bisdom Ruhengeri binnen Rwanda

Het bisdom Ruhengeri (Latijn: Dioecesis Ruhengeriensis) is een rooms-katholiek bisdom met als zetel Ruhengeri, de hoofdstad van het district Ruhengeri in Rwanda. Het bisdom is suffragaan aan het aartsbisdom Kigali.

## Geschiedenis
Het bisdom werd opgericht op 20 december 1960, uit grondgebied van het bisdom Nyundo en aartsbisdom Kabgayi. 
Op 5 november 1981 verloor het bisdom gebied door de oprichting van het bisdom Byumba. 

## Parochies
In 2020 telde het bisdom 14 parochies. Het bisdom had in 2020 een oppervlakte van 1.665 km2 en telde 1.291.000 inwoners waarvan 34,9% rooms-katholiek was.

## Bisschoppen
- Bernard Manyurane (20 december 1960 - 8 mei 1961)
- Joseph Sibomana (21 augustus 1961 - 5 september 1969)
- Phocas Nikwigize (5 september 1968 - 5 januari 1996)
- Kizito Bahujimihigo (21 november 1997 - 28 augustus 2007)
- Vincent Harolimana (31 januari 2012 - heden)